# Bearsville Records
Bearsville Records war ein US-amerikanisches Musiklabel, das 1970 von Albert Grossman gegründet wurde, dem Manager von unter anderem Bob Dylan und Janis Joplin. Grossman betrieb auch das im Jahr zuvor eröffnete Aufnahmestudio Bearsville Studios in Bearsville, einem Ort in der Nähe von Woodstock (New York). Bearsville Records hatte seine Büros ebenfalls in diesem Ort.
Das Label stellte 1984 seinen Betrieb ein, zwei Jahre vor Grossmans Tod. In den Jahren von 1970 bis 1984 veröffentlichte das Unternehmen 81 Alben.

## Musiker und Alben (Auswahl)
Zu den bei Bearsville Records veröffentlichten Alben gehören:
- Todd Rundgren – Runt (1970)
- Sparks – Halfnelson (1972)
- Paul Butterfield – Better Days (1972)
- Foghat – Foghat (Rock and Roll) (1973)
- Jesse Winchester – Learn to Love It (1974)
- Utopia – Ra (1977)
- NRBQ – Grooves in Orbit (1983)